# Mahamoudou Kéré
Mahamoudou Kéré   (Ouagadougou, 2 de gener de 1982) és un exfutbolista de Burkina Faso de la dècada de 2000.
Fou internacional amb la selecció de futbol de Burkina Faso.
Pel que fa a clubs, destacà a R. Charleroi S.C. i Konyaspor.